# Filtración

Esquema sencillo del mecanismo de separación por filtración angular, un método especial de filtración en el que un objeto filtrante, habitualmente una membrana polimérica, permite dividir una corriente de fluido y sólidos (feed), en otra de fluido limpio (permeate) y una mezcla concentrada (retentate). Este tipo de mecanismos es utilizado, por ejemplo, en la purificación de agua para consumo humano o en la fabricación de vinos y cervezas.

Se denomina filtración al proceso unitario de separación de sólidos en una suspensión a través de un medio mecánico poroso, también llamados tamiz, criba, cedazo o filtro.  En una suspensión de un líquido mediante un medio poroso, retiene los sólidos mayores del tamaño de la porosidad y permite el paso del líquido y partículas de menor tamaño de la porosidad.
Generalmente al medio mecánico poroso que es usado para la separación mecánica se le llama filtro, tamiz, cedazo y criba o popularmente: malla o tela.
Generalmente se utiliza el término filtrar cuando nos referimos a la separación mecánica de partículas de menor tamaño que coloidal, (colar o tamizar cuando son partículas mayores), o que no se ven a simple vista. 
Las aplicaciones de los procesos de filtración son muy extensas, encontrándose en muchos ámbitos de la actividad humana, tanto en la vida doméstica como de la industria general, donde son particularmente importantes aquellos procesos industriales que requieren de las técnicas químicas.
La filtración se ha desarrollado tradicionalmente desde un estudio de arte práctico, recibiendo una mayor atención teórica desde el siglo XX. La clasificación de los procesos de filtración y los equipos es diverso y en general, las categorías de clasificación no se excluyen unas de otras.
La variedad de dispositivos de filtración o filtros es tan extensa como las variedades de materiales porosos disponibles como medios filtrantes y las condiciones particulares de cada aplicación: desde sencillos dispositivos, como los filtros domésticos de café o los embudos de filtración para separaciones de laboratorio, hasta grandes sistemas complejos de elevada automatización como los empleados en las industrias petroquímicas y de refino para la recuperación de catalizadores de alto valor, o los sistemas de tratamiento de agua potable destinada al suministro urbano.

## Clasificación
El patrón de clasificación de los procesos de filtración es diverso, y según obras de referencia, se puede realizar en función de los siguientes criterios:
- El mecanismo de filtración.
- La naturaleza de la mezcla.
- La meta del proceso.
- El ciclo operacional.
- La fuerza impulsora.

En general, estas categorías no se excluyen mutuamente y los procesos de filtración suelen clasificarse principalmente de acuerdo al mecanismo, a la familia, al ciclo y a continuación según los demás factores adicionales.

## Teoría de la filtración
La filtración ha evolucionado como un arte práctico desde aplicaciones primitivas, como la tradicional filtración en lecho de arena empleado desde la antigüedad para la extracción de agua potable, recibiendo una mayor atención teórica durante el siglo XX a partir de los trabajos de P. Carman en 1937 y B. Ruth en 1946 estudios que fueron progresivamente ampliados en trabajos con medios porosos, por Heertjes y colaboradores en 1949 y 1966 y Tiller entre 1953 y 1964. Anteriormente, varios autores han revisado el estado de los conocimientos en filtración tanto desde una perspectiva práctica en los trabajos de Cain en 1984 y Kiefer, en 1991 como en sus principios teóricos con las publicaciones de Bear, 1988 y Norden en 1994.
Aunque la teoría de la filtración no se emplea en exclusiva para el diseño de filtros en aplicaciones concretas, es frecuentemente empleada para la interpretación de resultados a escala de laboratorio, la optimización de aplicaciones o la predicción de cambios en las condiciones de trabajo. Su principal limitación reside en el hecho de que las características de la mezcla a tratar de partículas sólidas y fluido, a veces llamada lechada, por su complejidad e interacción pueden ser muy variables en los diferentes casos reales.
El principio teórico de la filtración se fundamenta en la cuantificación de la relación básica de velocidad un fluido o caudal:
{\displaystyle velocidad={\frac {F}{R}}}
donde la fuerza impulsora (F) que puede ser la fuerza de gravedad, el empuje de una bomba de presión o de succión, o la fuerza centrífuga, mientras que la resistencia (R) es la suma de la ofrecida por el medio filtrante y la torta de sólido formada sobre el mismo.
La velocidad del fluido se ve condicionada por el hecho de que tiene que atravesar un medio irregular constituido por los canales pequeños formados en los intersticios de la torta y el medio 
filtrante (percolación), de manera que se puede aplicar la fórmula obtenida fluidodinámica de la ley de Hagen-Poiseuille:
{\displaystyle {\frac {dV}{Ad\theta }}={\frac {P}{\mu \left[\alpha {\frac {W}{A}}+r\right]}}}
donde la velocidad diferencial o instantánea, es decir, el volumen (V) filtrado por tiempo (θ) y por unidad de superficie (A), se relaciona con la fuerza impulsora o caída total de presión (P) sobre el producto de la viscosidad del filtrado (μ) por la suma de la resistencia de la torta y la del medio de filtración (r). La resistencia de la torta se expresa por la relación entre el peso (W) y el área en función de una constante (α) promedio característica de cada torta.
Por su parte, si se considera la aproximación de que la torta es incompresible o compactada de manera uniforme, la masa de la torta filtrante (W) se relaciona con el volumen de filtrado (V) mediante un sencillo balance de materia:
{\displaystyle W=\omega V={\frac {\rho c}{1-mc}}V}
donde la masa de sólidos por unidad de volumen filtrado (ω) es función de la densidad del filtrado (ρ), la fracción de sólidos en la corriente de aporte o concentración (c) y la relación de masas entre la torta húmeda y la seca.
La constante de resistencia específica de la torta (α) se relaciona con la presión por la fórmula:
{\displaystyle \alpha =\alpha ^{\prime }P^{s}}
donde α' es otra constante que depende del tamaño de las partículas que conforman la torta y s, una constante de compresibilidad que varía de 0, para tortas incompresibles como diatomeas y arena fina, 
a 1, para las muy compresibles.

### Estudios experimentales
Los estudios de filtración en laboratorio o a escala pequeña frecuentemente permiten obtener de manera experimental y con un sencillo montaje medidas de la variación con el del tiempo del volumen filtrado (velocidad) y la presión, en función de tres tipos de flujo:
- presión constante
- velocidad constante
- presión y velocidad variables

En los ensayos de filtración a presión constante el fluido es bombeado por un gas o aire comprimido que se mantiene a la misma presión. En estas condiciones, la ecuación adaptada de Hagen-Poiseuille se simplifica a la ecuación lineal:
{\displaystyle {\frac {\theta }{\left({\frac {V}{A}}\right)}}=K{\frac {W}{A}}+C=K_{p}^{'}\left({\frac {V}{A}}\right)+C}
donde K, K'p y C son constantes para las condiciones dadas.
En los experimentos de filtración a volumen constante se emplean bombas de desplazamiento positivo para medir la diferencia de presión inicial y final a la que debe restarse la presión diferencial del medio filtrante, de manera que la ecuación de filtración deviene:
{\displaystyle {\frac {\theta }{\left({\frac {V}{A}}\right)}}={\frac {\mu \alpha }{P-P_{1}}}{\frac {W}{A}}}
donde P1 es la caída del medio filtrante:
{\displaystyle P_{1}=\mu r\left({\frac {V}{A\theta }}\right)}
ecuaciones que permiten llegar a la siguiente expresión simplificada para la velocidad de filtración:
{\displaystyle P{\frac {V}{A}}={\frac {P}{K_{r}}}+C^{'}}
siendo Kr y C', constantes características para las condiciones dadas.
En el caso general de filtración a presión y velocidad variables la solución matemática a la ecuación general deviene compleja, Tiller ha propuesto un modelo de integración satisfactorio a condición de conocer la curva característica de la bomba.

### Limitaciones y conclusiones del modelo
Aparte de la premisa previa por la que el modelo de la ecuación general de filtración solo es aplicable en el caso de fluidos líquidos a los que se pueda aplicar la ley de Hagen-Poiseuille, los resultados experimentales han demostrado que el modelo solo es aplicable en el caso de medios filtrantes que forman torta, sin que pueda emplearse para la modelización de aquellos casos de filtración donde no se forma torta como en el caso de las aplicaciones de fluidos de baja concentración de sólidos y con medios filtrantes muy porosos, donde las partículas son retenidas en el interior de los canales.
Sin embargo, la ecuación de filtración ha permitido entender la relación entre las variables más importantes en la mayoría de los casos prácticos de manera que en aquellos casos donde la torta formada es rígida, como las formadas por partículas granulares grandes, la constante s se considera nula y se concluye con:
{\displaystyle {\frac {dV}{d\theta }}={\frac {AP}{\mu \alpha ^{'}\left({\frac {W}{A}}\right)}}}
Es decir, la velocidad de filtración es directamente proporcional a la presión aplicada y al área, mientras que es inversamente proporcional a la viscosidad de la corriente de fluido, la cantidad de torta formada y al tamaño de las partículas que la forman.
En cambio, cuando la torta es muy compresible como en los casos en los que el sólido es muy blando o deformable, la resolución de la ecuación lleva a la conclusión de que la velocidad de filtrado es independiente de la presión aplicada y únicamente proporcional al área de filtración grande:
{\displaystyle {\frac {dV}{d\theta }}={\frac {A}{\mu \alpha ^{'}\left({\frac {W}{A}}\right)}}}

## Efectos prácticos de las variables de filtración
El efecto de cada una de las variables incluidas en la ecuaciones resueltas de filtración se puede constatar en la mayoría de los casos prácticos y de las aplicaciones, siendo su conocimiento y control de importancia particular para los procesos industriales.

### Presión
En la mayoría de los casos, la compresibilidad de la torta de filtración se encuentra entre valores de 0,1 y 0,8 de manera que la mayor parte del aumento de la pérdida de carga del fluido es consecuencia del medio filtrante. En general, si el aumento de presión conlleva un aumento significativo del caudal o velocidad de filtración, es un indicio de la formación de una torta granulada. En cambio, para las tortas espesas o muy finas, un aumento de la presión de bombeo no resulta en un aumento significativo del caudal de filtrado. En otros caso, la torta se caracteriza por una presión crítica por encima de la cual, la velocidad de filtración incluso disminuye. En la práctica, se prefiere operar a un velocidad constante, empezando a baja presión, aunque por el empleo generalizado de sistemas de bombeo centrífugos, las condiciones habituales son de presión y caudal variables.

### Teoría de filtración
La teoría señala que, considerando aparte las características del medio filtrante, el caudal que entra es igual al caudal que sale (Ecuación de Continuidad).Como resultado de estas dos variables conjuntas, para una misma cantidad de fluido a filtrar se observará que su caudal es inversamente proporcional al cuadrado del espesor de la torta al final del proceso. Esta observación conlleva que la máxima productividad se alcanza teóricamente con aquellas tortas de espesor muy fino cuya resistencia supera a la del medio mismo filtrante. Sin embargo, otros factores como el tiempo para regenerar la torta, su dificultad de descarga y el coste de una superficie filtrante más amplia explica que en la práctica se prefiera trabajar en condiciones de tortas espesas.

### Viscosidad y temperatura
El efecto de la viscosidad es como lo indican las ecuaciones de velocidad; la velocidad de flujo de filtrado en cualquier instante es inversamente proporcional a viscosidad de filtrado.
El efecto de la temperatura sobre la velocidad de filtración de sólidos incompresibles es evidente, sobre todo, mediante su efecto sobre la viscosidad.

### Tamaño de partículas y concentración
El efecto del tamaño de las partículas sobre la resistencia de la torta y la tela es muy notable. Afectan al coeficiente en la ecuación para la resistencia de la torta, y los cambios mayores afectan la compresibilidad.

### Medio filtrante
El medio filtrante es el elemento fundamental para la práctica de la filtración y su elección es, habitualmente, la consideración más importante para garantizar el funcionamiento del proceso.
En general, entre los principales criterios de selección del material de medio filtrante, se pueden destacar:
- Compatibilidad y resistencia química con la mezcla
- Permeabilidad al fluido y resistencia a las presiones de filtración
- Capacidad en la retención de sólidos
- Adaptación al equipo de filtración y mantenimiento
- Relación vida útil y coste

La variedad de tipos de medios porosos utilizados como medios filtrantes es muy diversa, en forma de telas y fibras tejidas, fieltros y fibras no tejidas, sólidos porosos o perforados, membranas poliméricas o sólidos particulados, a lo que se suma la gran variedad de materiales: fibras naturales, fibras sintéticas, materiales metálicos, materiales cerámicos y polímeros.
De acuerdo al diámetro del poro del medio filtrante, surgen las siguientes categorías:

#### Hiperfiltración
Es el proceso de filtración con membranas u otros medios físicos, cuyo diámetro es superior a 50 micrones.

#### Microfiltración
Generalmente se llama microfiltración al proceso de filtración con membranas cuyos tamaños de poro varían entre 0,2 y 10 micrones. con estas membranas se retienen partículas en suspensión con tamaños dentro del rango de los poros o mayores, dejando pasar las partículas de dimensiones menores.

#### Ultrafiltración
Generalmente se considera ultra filtración la que se obtiene utilizando membranas cuyos poros permiten separar moléculas con un peso molecular superior a los 10³ Dalton/gmol. Con estas membranas se logra separar y concentrar proteínas, desinfectar el agua reteniendo bacterias y virus, etc. El diámetro de las partículas que puede filtrar esta tecnología es de hasta 0,01 micrón.

#### Nanofiltración
Las membranas utilizadas en la nanofiltración son capaces de retener moléculas sin carga eléctrica con peso molecular superior a los 200 dalton/gmol. Este tipo de filtración es usado para concentrar compuestos orgánicos y para desmineralizar parcialmente el solvente.

### Materiales de precapa, 'ayudafiltros'
Adicionalmente, algunas aplicaciones de especial dificultad por la baja velocidad del fluido, complejidad de la mezcla o calidad no satisfactoria de clarificación, requieren el empleo de ayudafiltros o coadyuvantes materiales de prefiltración o materiales de precapa.
Estas son sustancias granuladas o fibrosas que permiten la formación sobre el medio filtrante de una torta prefiltrante adicional de mayor permeabilidad y mayor profundidad, donde quedan retenidas las fases heterogéneas en forma de flóculos deformables o pastas de mayor viscosidad y contenido en sólidos finos. Ejemplos de sustancias frecuentemente empleadas para la ayuda de filtración son:
- tierras de diatomeas o tierras diatomáceas (sílice de alta pureza)
- tierras de Kieselguhr (diatomita)
- Perlita o lava expandida (silicato alcalino de aluminio)
- fibras de celulosa o pulpa de madera molida
- yeso
- carbón activado

En general, estas sustancias se caracterizan por su baja densidad, su facilidad para recubrir las superficie del medio filtrante, su compresibilidad, su baja tendencia a sedimentarse y su inercia química con el fluido. En el caso del yeso y del carbón, solo se emplean en casos muy específicos debido a su baja eficacia, aunque en el caso de este último, es frecuente emplearlo bajo forma de carbón activado, en combinación con las diatomeas para añadir una función de adsorción.
- trípode
- embudo
- papel de filtro
- triángulo de arcilla
- vaso de precipitados
- bagueta

## Filtración por ósmosis inversa
Este tipo de filtración utiliza filtros semipermeables compuestos de poliamida en forma de espiral que tienen como función retener y eliminar grandes cantidades de agua. Su proceso se lleva a cabo a través de las siguientes etapas:
1. Separación de sedimentos de gran tamaño a través de filtros de agua.
2. Eliminación de sedimentos más pequeños a través de una criba.
3. Eliminación de microorganismos y contaminantes a través del uso de carbón activado.

El resultado es la obtención de agua esterilizada, con una mínima cantidad de agentes patógenos y de nivel de sal.

## Criterios de selección de equipos de filtración
La selección de un equipo de filtración en general requiere un estudio de las especificaciones y objetivos del proceso junto con una evaluación de la capacidad y características del equipo de filtración en las que las consideraciones sobre el medio filtrante son importantes.
Los factores a considerar relativos del proceso que suelen citarse son:
- características fluidomecánicas y fisicoquímicas de la corriente de fluido a tratar o lechada
- capacidad de producción
- condiciones del proceso
- parámetros de funcionamiento
- materiales de construcción

Por su parte, los criterios del equipo de filtración a estudiar suelen ser:
- tipo de ciclo: continuo o por lotes
- fuerza de impulsión
- caudales admisibles
- calidad de la separación
- fiabilidad y mantenimiento
- materiales de construcción y dimensiones
- coste

En la estimación de costes, con frecuencia se consideran:
- coste de adquisición del equipo
- costes de instalación y puesta en marcha incluyendo acondicionamiento del fluido o tratamientos previos requeridos
- costes de operación: mano de obra, electricidad, consumo de fluidos auxiliares
- coste de mantenimiento: mano de obra de sustitución de medios filtrantes consumibles, piezas de recambio, tiempos de parada
- vida del equipo
- coste del medio filtrante consumible

Habitualmente, las características del fluido a tratar tales como caudal y presión, contenido de sólidos y naturaleza, en especial granulométrica, propiedades químicas y temperatura son determinantes en la selección de un filtro de torta o un filtro de clarificación, frecuentemente de cartuchos.
La complejidad de factores a considerar y la contradicción que pueden causar algunos de ellos, han llevado a autores como Tiller o Purchas a proponer tablas de ayuda a la decisión en base al parámetro fundamental de la velocidad de formación de la torta y el resultado de pruebas de campo adicionales sencillas.
En cuanto al régimen de funcionamiento, en general, los filtros continuos son recomendados en aplicaciones de procesos en régimen permanente, aunque pueden resultar más convenientes los intermitentes en aquellos casos que requieran flexibilidad o una presión más elevada.
El material a utilizar en el diseño de un filtro puede varias desde un simple recipiente de plástico hasta lo más tecnológico, lo importante es poder apreciar la manera en que se da este fenómeno sorprendente.